# Creagrutus petilus
Creagrutus petilus es una especie de pez de la familia Characidae en el orden de los Characiformes.

## Morfología
Los machos pueden llegar alcanzar los 4,9 cm de longitud total.

## Hábitat
Vive en zonas de clima tropical.

## Distribución geográfica
Se encuentra a Sudamérica: río Machado (afluente de la orilla derecha del río Madeira ).